# Taiwanotrichia similis
Taiwanotrichia similis är en skalbaggsart som beskrevs av Li och Yang 1991. Taiwanotrichia similis ingår i släktet Taiwanotrichia och familjen Melolonthidae. Inga underarter finns listade i Catalogue of Life.